# Teherán 43
Teherán 43 (del ruso: Тегеран-43) es una película soviética de 1980, dirigida por los directores Aleksandr Álov y Vladímir Naúmov.

## Argumento
La película revela un proyecto de atentado contra Winston Churchill, Iósif Stalin y Franklin D. Roosevelt en 1943 en Teherán. 
Un agente de la KGB, Andréi Borodín (Ígor Kostolevsky), asiste en 1980 a una subasta de documentos secretos que datan de 1943, negociados por Max Richard (Armén Dzhigarjanyán). Max era un espía nazi, encargado por Scherner (Albert Filózov), para cometer un atentado contra los tres grandes. 
A finales de noviembre de 1943 se celebra en la capital iraní una reunión, conocida como la conferencia de Teherán, entre los dirigentes de las potencias aliadas: Churchill, Roosevelt y Stalin. Aprovechando este hecho histórico, se desarrolla una trama ficticia sobre un complot nazi cuyo fin era el asesinato de los tres grandes líderes del bando aliado, pero el atentado fracasó. Treinta y siete años después, en la capital francesa se anuncia, en rueda de prensa, que uno de los agentes implicados posee un microfilm con los documentos y los quiere vender al mejor postor. Este agente es Max. Vive solo, pero su hermosa y joven vecina, Françoise (Claude Jade), se equivoca en su puerta. Él quiere impresionarla. Ella se convierte en su confidente y él le muestra todos los documentos. 
Françoise más tarde incluso lo llama descuidado cuando quiere esconderse de Scherner. Desde ese mismo momento se inicia una persecución para asesinar al traidor alemán y recuperar el microfilm. Tras el anuncio de la noticia en la prensa, el agente soviético Andréi (Ígor Kostolevsky) es enviado a París para verificar la autenticidad de dichos documentos, ya que él también se encontraba en Teherán en las fechas de la conferencia. 
Andrei había conocido a un intérprete francés en Teherán: Marie Louni (Natalya Belojvóstikova), una joven viuda con una hija pequeña en París, se había enamorado de él. Como Marie también trabajó como intérprete para Max, Andrei pudo frustrar el intento.
Scherner puede cambiarse por rehenes durante un secuestro. Persigue a Max porque Max tiene un abogado (Curd Jürgens) que ofrece sus documentos para la venta. Françoise ahora dice que se compadece de Max y admite que trabaja para Scherner. Ella lleva a Max a un nuevo escondite.
En París, Andrei conoce a la hija de Marie, Nathalie. Marie debe ser protegida con la ayuda de un inspector de policía Foche (Alain Delon). Foche coquetea con Nathalie (Natalya Belojvóstikova), pero luego le disparan al inspector. Marie finalmente se encuentra con Andrei nuevamente después de 37 años. Pero luego es asesinada por un camión en una cabina telefónica: Marie fue asesinada por asesinos.
Al final, los afligidos Nathalie y Andrei se encuentran. Andrei se entera de que Marie siempre lo ha amado a lo largo de los años.
Max es encontrado y disparado por Scherner. El abogado Foche ahora está hablando con Françoise y Scherner sobre los documentos. Andrei se va de nuevo a Moscú.

## Doblaje
- Natalya Belojvóstikova (Marie/Nathalie): Paloma Escola, Selica Torcal
- Ígor Kostolevsky (Andre): Ricardo Tundidor
- Armén Dzhigarjanyán (Max): José Guardiola
- Claude Jade (Françoise): Gloria Cámara
- Alain Delon (Foche): Juan-Miguel Cuesta
- Curd Jürgens (Legraine): Teófilo Martínez
- Albert Filózov (Scherner):  Luis Porcar
- Georges Géret (Dennis Pew): Félix Acaso

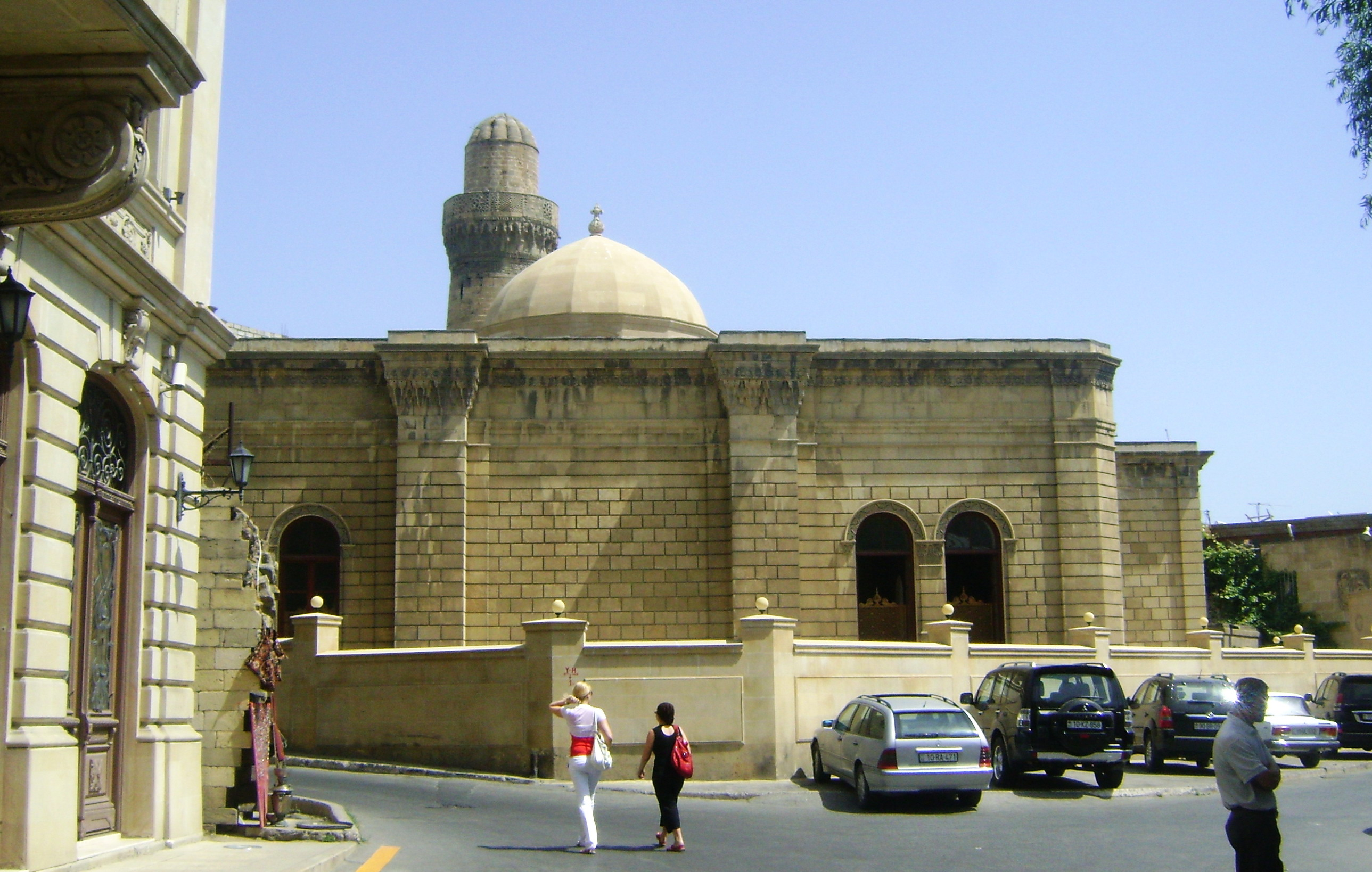
Calle de Asaf Zeynally en Bakú, Azerbaiyán, donde se rodó la película, con la Mezquita Juma al fondo

- Datos: Q1125687